# Horisme nigrovittata
Horisme nigrovittata là một loài bướm đêm trong họ Geometridae.